# Лоуренс, Эдмунд
Сэр Эдмунд Уикхэм Лоуренс (англ. Sir Edmund Wickham Lawrence; род. 14 февраля 1932 года) — генерал-губернатор Сент-Китса и Невиса со 2 января 2013 по 14 мая 2015 года.

## Биография
Родился в феврале 1932 года. В 1951—1954 годах преподавал в начальной школе. В 1966 году окончил Лондонский университет со степенью по экономике и в 1967—1969 годах преподавал в Уолбрукском колледже в Лондоне.
В 1969 году начал работу в Промышленном банке Сент-Китса (Пенни-банке). В следующем году банк под управлением Лоуренса выпустил в свободное обращение 500 тысяч акций. 60 % из них были приобретены государством, после чего был основан Национальный банк Сент-Китса, Невиса и Ангильи. В 1972 году при участии Лоуренса учреждён Доверительный фонд Национального банка, а в 1973 году — Национальная карибская страховая компания. В том же году Лоуренс стал одним из основателей Постоянного комитета президентов местных банков (впоследствии — Карибская ассоциация местных банков).
Основал Ипотечную и инвестиционную компанию Сент-Китса и Невиса. В качестве консультанта участвовал в основании местных банков Доминики и Сент-Винсента и Гренадин, а также Национального банка Ангильи. Входил в советы директоров (в том числе как председатель) многочисленных финансовых и промышленных компаний Сент-Китса и Невиса и других стран Карибского бассейна. Был вице-президентом Восточно-Карибского института банковского дела. Предоставлял услуги как независимый консультант Карибскому банку развития и правительствам ряда карибских государств.
В декабре 2012 года, будучи исполнительным директором Национального банка Сент-Китса, Невиса и Ангильи, получил назначение на пост генерал-губернатора Сент-Китса и Невиса. Приведён к присяге 2 января 2013 года. В 2015 году подал просьбу об уходе в отставку. Первоначальной датой отставки было назначено 31 мая 2015 года, но по рекомендации правительства Тимоти Харриса (чью партию «Команда единства» во время её пребывания в оппозиции Лоуренс регулярно игнорировал) последним днём Лоуренса в должности стало 14 мая. Временным генерал-губернатором до принятия присяги стал Сэмюел Тэпли Ситон.
От жены Хулды у Эдмунда Лоуренса шестеро детей.

## Награды и звания
- 1998 — офицер ордена Британской империи «за заслуги в банковском деле и коммерции»[5];
- 2009 — компаньон Звезды за заслуги (Сент-Китс и Невис)[1];
- 2010 — рыцарь-командор ордена Святых Михаила и Георгия[1];
- 2013 — рыцарь Большого креста ордена Святых Михаила и Георгия[1].